# Bâtiment de la vieille fonderie à Kragujevac
Le bâtiment de la vieille fonderie à Kragujevac (en serbe cyrillique : Зграда ливнице са ковачницом у Крагујевцу ; en serbe latin : Zgrada livnice sa kovačnicom u Kragujevcu) se trouve à Kragujevac, dans le district de Šumadija, en Serbie. Il est inscrit sur la liste des monuments culturels de grande importance de la république de Serbie (identifiant no SK 345).
La fonderie fait partie du complexe de l'Institut militaro-technique de Kragujevac « Zastava », qui constitue un ensemble classé parmi les entités spatiales historico-culturelles protégées de Serbie (identifiant no PKIC 74).

## Présentation

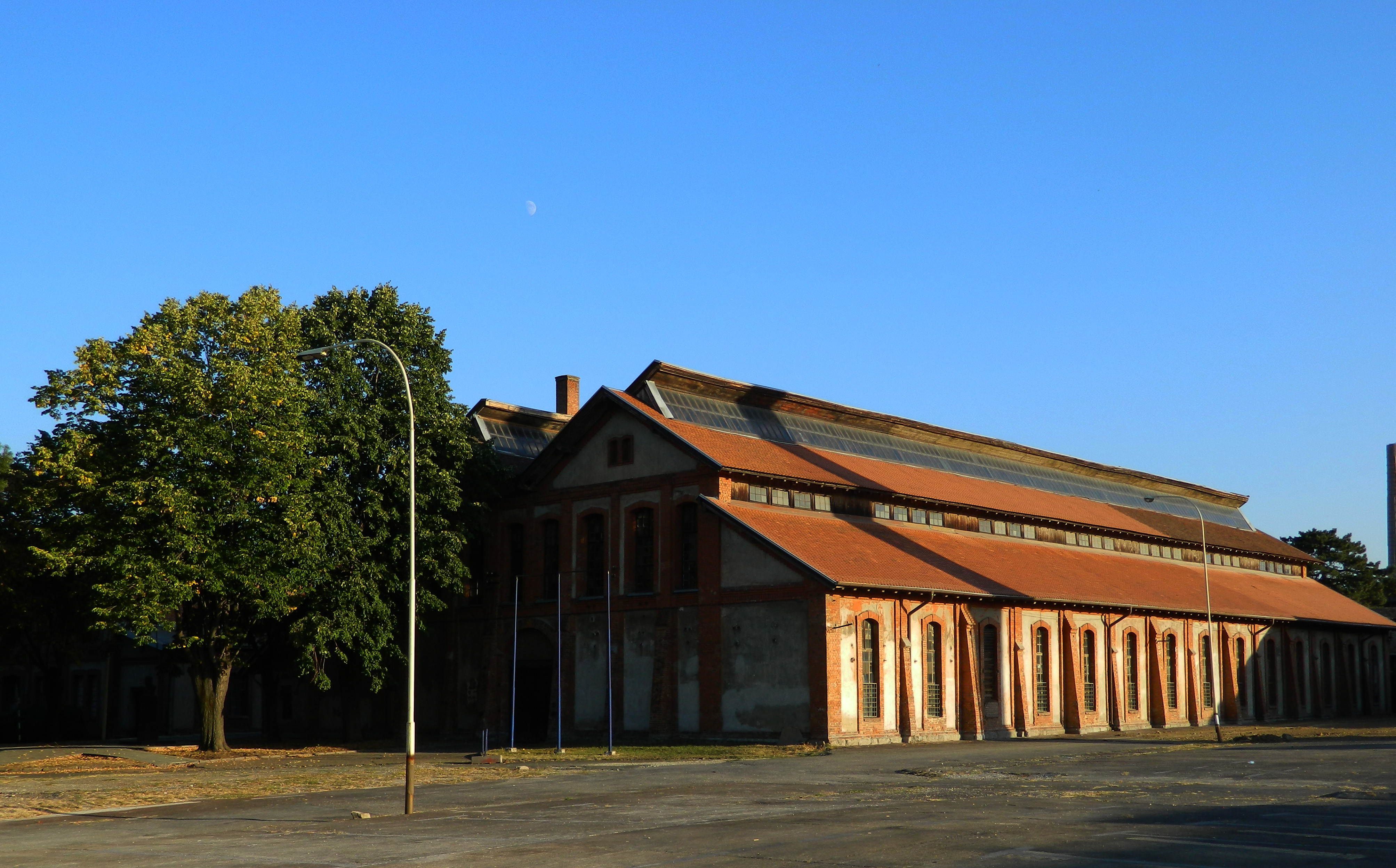
Autre vue du bâtiment.

La vieille fonderie a été construite sur la rive droite de la rivière Lepenica entre 1851 et 1853. À cette époque, elle constituait le complexe militaro-industriel le plus important du pays. Le développement de l'usine et le les besoins en matière de logement des ouvriers et du personnel ont contribué à donner à Kragujevac sa physionomie actuelle. Les débuts de la fonderie sont associés au nom du français Charles Loubriat, qui en a été le premier directeur et qui a ouvert la première école technique en 1854.
Le complexe de la fonderie est constitué de quatre halls symétriques par rapport à leur axe transversal. Les deux parties latérales sont plus basses que le toit et sont dotées d'une couverture à un seul pan. Les halls centraux, quant à eux, sont dotés d'un toit à deux pans et l'espace intérieur est constitué d'un seul étage.
Une partie du bâtiment a été adaptée en 1953 pour en faire un musée.

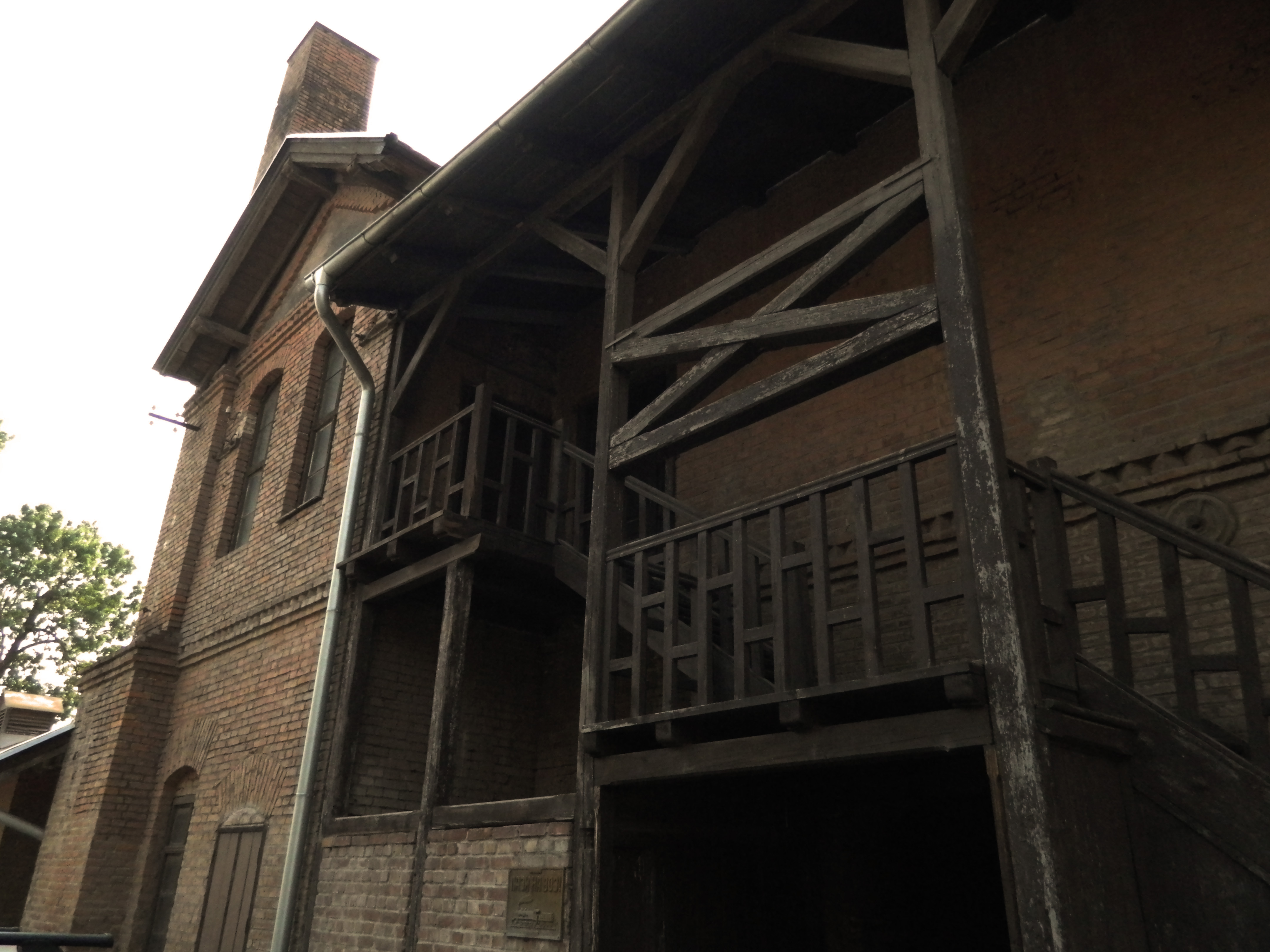
Autre vue du bâtiment.
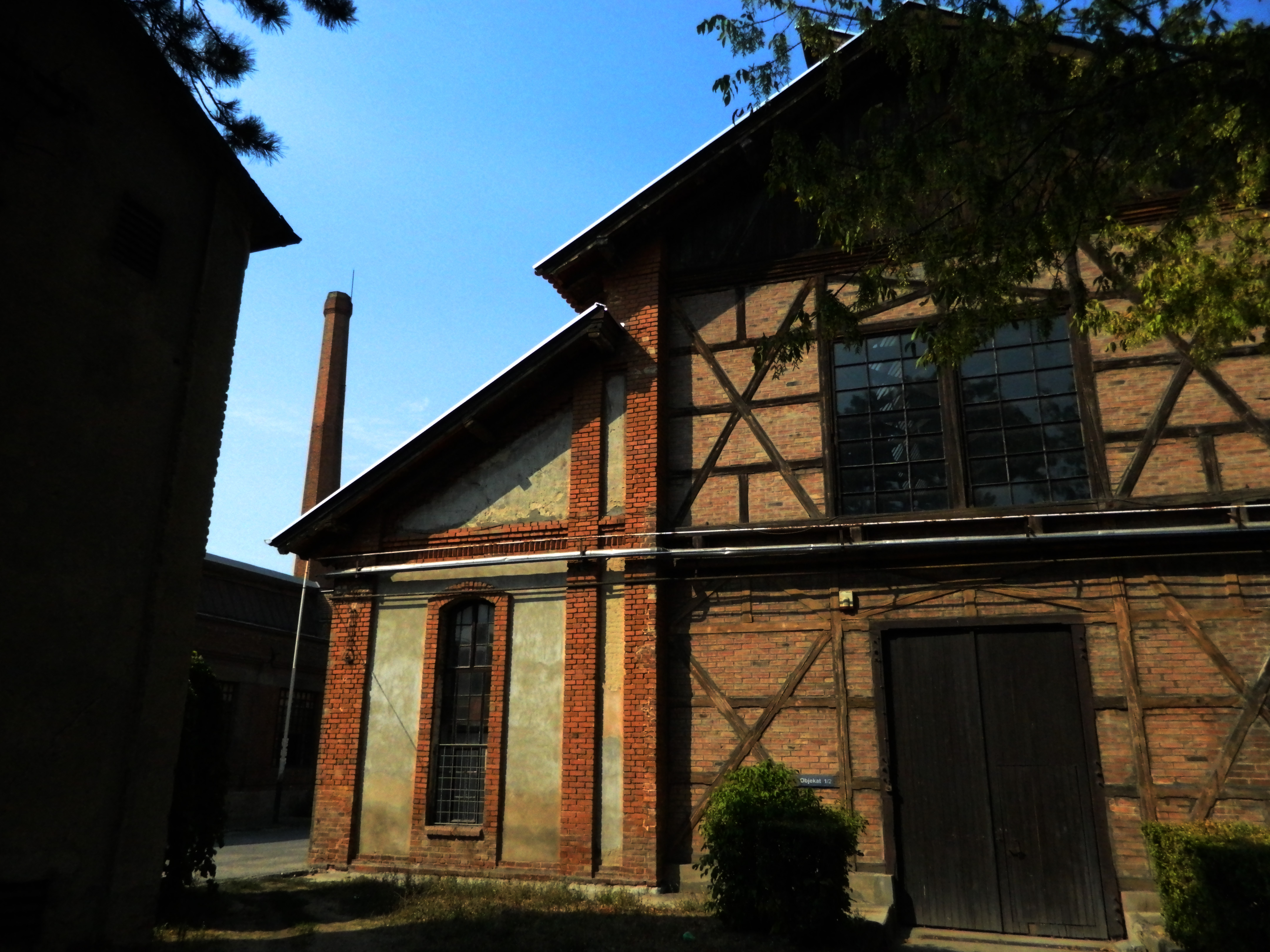
Autre vue du bâtiment.

## Musée
Le Musée de la vieille fonderie conserve de nombreux documents, notamment photographiques, qu'il s'agisse du développement de l'usine Zastava et de son évolution technique ou, plus généralement, du développement industriel de la ville de Kragujevac. Une exposition permanente suit l'évolution de l'usine depuis sa fondation en 1853 jusque dans les années 1970 et présente, notamment, une importante collection d'armes. Parmi les objets les plus intéressants figure une carabine Mauser-Milovanović M-1880, surnommé Kokinka, et sa version améliorée de 1907. On y trouve aussi des pièces d'artillerie et des armes diverses, ainsi que des armes de chasse ou destinées au sport (fusils de chasse, carabines, pistolets semi-automatiques ou automatiques, revolvers...).

## Complexe de l'Institut militaro-technique de Kragujevac

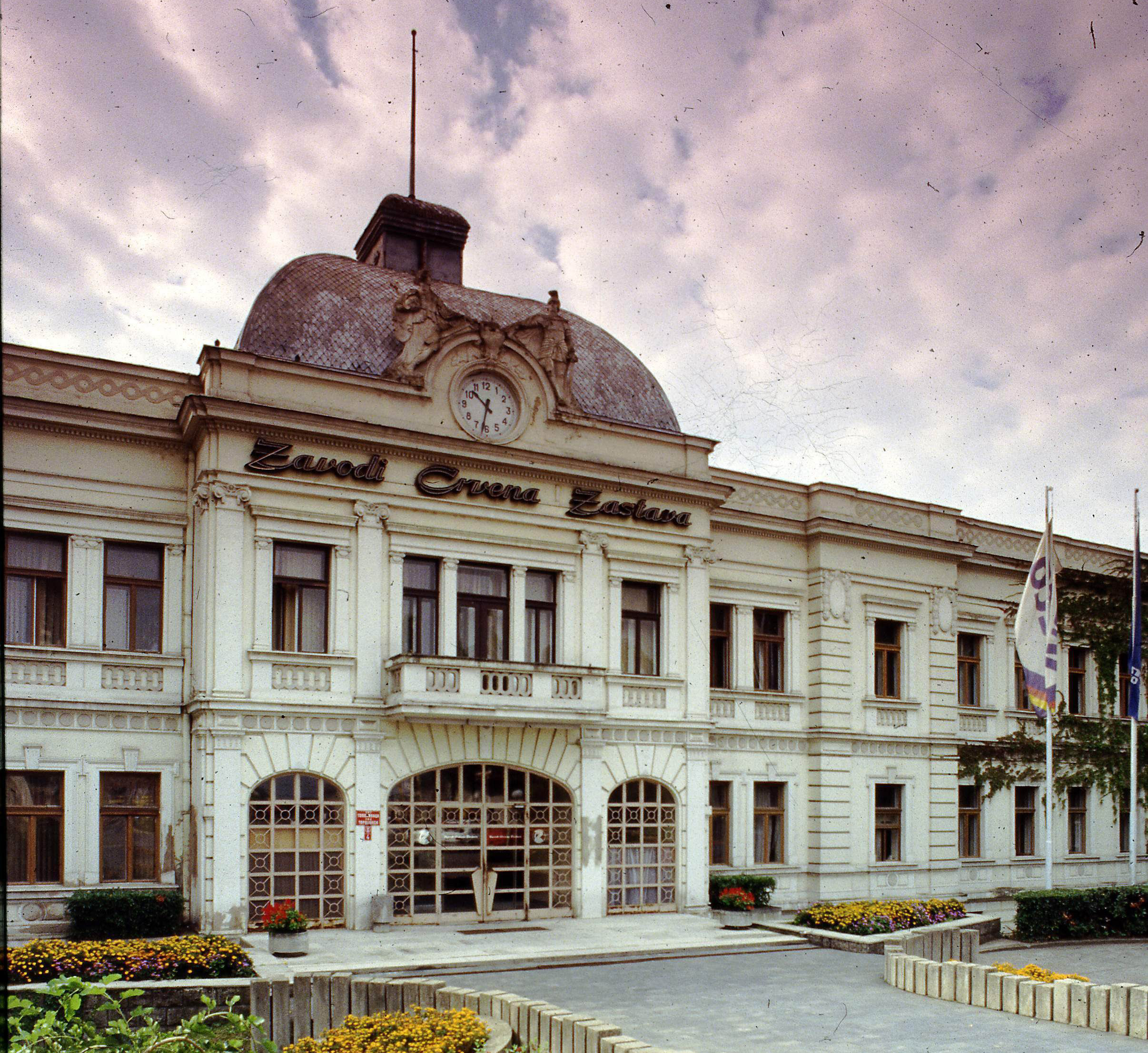
Le portail principal d'entrée de Zastava.
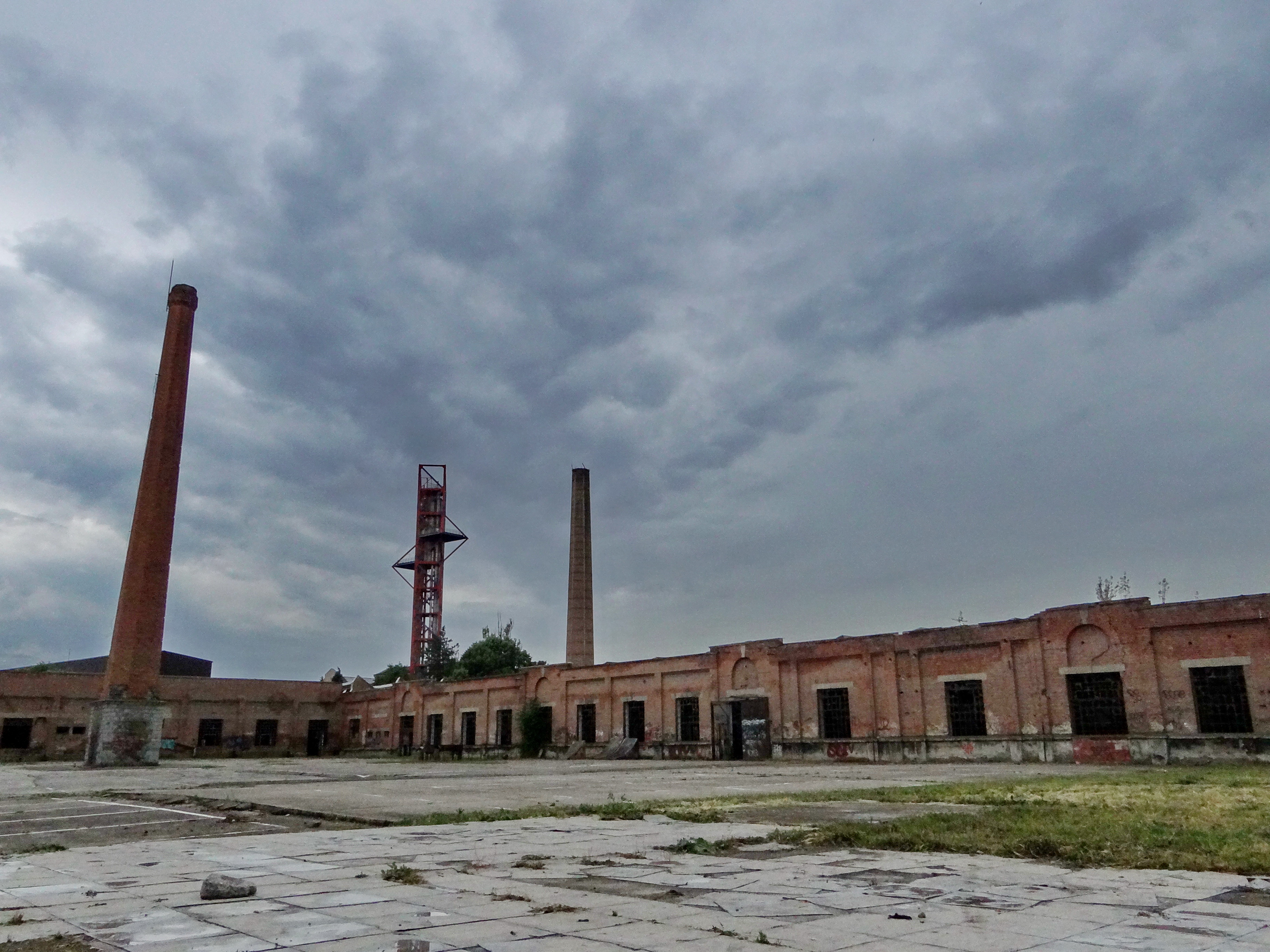